# Grande Prêmio da Andaluzia de Motovelocidade
O Grande Prêmio da Andaluzia de MotoGP foi um único evento motociclístico que foi introduzido no mundial de MotoGP de 2020 como resposta ao cancelamento de provas devido à pandemia de COVID-19, consistindo numa segunda corrida em Jerez.

## Vencedores do Grande Prêmio da Andaluzia
| Ano  | Pista | MotoE              | MotoE      | Moto3          | Moto3      | Moto2           | Moto2      | MotoGP           | MotoGP     |
| Ano  | Pista | Piloto             | Construtor | Piloto         | Construtor | Piloto          | Construtor | Piloto           | Construtor |
| ---- | ----- | ------------------ | ---------- | -------------- | ---------- | --------------- | ---------- | ---------------- | ---------- |
| 2020 | Jerez | Dominique Aegerter | Energica   | Tatsuki Suzuki | Honda      | Enea Bastianini | Kalex      | Fabio Quartararo | Yamaha     |